# 许钦
许钦（2世纪—3世纪），豫州汝南平輿人，蜀漢高官许靖子。在许靖生前（即不迟于公元222年）去世。子许游，景耀年间为尚书。
史书记载许靖丧子时，董允与费祎正要一起出席葬礼，董允向其父董和请求车驾，董和给二人鹿车，董允面有难色，费祎却从容先上。到后，发现诸葛亮等贵人都已在场，而备有车乘的人甚少，董允神色不自在，而费祎却晏然自若。驾车人回来后，董和问及备细，知其如此，于是向儿子道：“我常常以为你跟文伟（费祎字）之间的优劣未可分别，但从今以后，我对这个问题不再有疑惑了。”未详此子是否即许钦。